# Девочка с воздушным шаром (2006)
«Девочка с воздушным шаром» или «Любовь в мусорном баке» (другой перевод первоначального названия — «Девочка с шаром», англ. «Girl With Balloon», англ. «Balloon Girl», англ. «Girl With A Balloon», с 11 октября 2018 года картина была переименована по требованию автора в «Любовь в мусорной корзине» англ. «Love Is in the Bin») —  созданная Бэнкси в 2006 году авторская копия одноимённого граффити 2002 года, а также перформанс по её уничтожению во время аукциона. Картина была разрезана встроенным в раму шредером во время аукциона Sotheby's сразу после объявления о её продаже. Художник и креативный директор женевской фирмы по производству часов deLaCour Пьер Кукджян, который был на аукционе, заявил, что покупателю картины «очень повезло» с этим происшествием. Он назвал акцию Бэнкси «поворотным моментом в истории современного концептуального искусства».

## Сюжет картины
Картина изображает девочку, силуэт которой нанесён на холст чёрными красками по белому фону. Она с грустью наблюдает, как улетает вдаль её ярко-красный воздушный шарик в форме сердца. Девочка протягивает к нему руку. Форма сердца, которая является единственным цветным пятном картины, означает невинность, мечты, надежды и любовь. Здесь, помимо того, что шар является игрушкой ребёнка, он показывает хрупкость детства. Образ девочки, отпускающей свой воздушный шар, предполагает, что невинность может быть легко потеряна. Известно, что Бэнкси позволяет себе критику современного общества, специалисты предполагают, что, по мнению художника, общество заставляет детей взрослеть слишком быстро.
Искусствоведы Sotheby's отмечали, что, как и большая часть работ Бэнкси, изображение неоднозначно, оставляя зрителя в размышлении, пытается ли девочка поймать летящий воздушный шар — символ детского счастья, или же она позволила ему выскользнуть из руки и смотрит с сожалением, как он улетает. В этом случае картина — метафора, возможно, окончания детства и потери невинности.

## История создания картины и её судьба
«Девочка с воздушным шаром» является одним из самых известных полотен Бэнкси. В отличие от других повторений этого мотива в творчестве художника, картина, представленная в октябре 2018 года на аукционе Sotheby's, уникальна, так как была подарена владельцу самим Бэнкси в 2006 году после демонстрации на выставке «На грани законности» (англ. «Barely Legal») в Лос-Анджелесе в штате Калифорния, США.
Картина выполнена в технике акриловых и аэрозольных красок на холсте. Изображение наносилось по готовому трафарету. Её размер — 101 на 78 сантиметров. Присутствует подпись и дарственная надпись художника с обратной стороны холста. Позолоченная массивная рама, с точки зрения искусствоведов Sotheby's, — неотъемлемый элемент произведения. Она была выбрана самим Бэнкси. Картина была выставлена на продажу владельцем  в октябре 2018 года на аукционе Sotheby's (лот № 67). Первоначальная цена была заявлена 200 000—300 000 фунтов стерлингов. В результате торгов она повысилась до 1 042 000 фунтов стерлингов, за которые картина и была продана.

### Уничтожение полотна на аукционеSotheby's
Арт-дилер Акорис Андипа, который специализируется на торговле работами Бэнкси, утверждает, что некоторые детали аукциона ему показались странными: 
- Работа была последним 67-м лотом на торгах, она была выставлена на продажу, когда большая часть участников покинула аукционный зал и ушла на ужин.
- Акорис Андипа сам сообщил представителю Sotheby's, что рама для картины кажется ему «непропорционально толстой», но тот никак на это не отреагировал.
- Ценная картина была вывешена на стене у заднего входа в выставочный зал во время предаукционного экспонирования.

5 октября 2018 года во время аукциона, после объявления о продаже полотна, с последним ударом молотка аукциониста встроенный в раму шредер разрезал его на мелкие полосы. Бэнкси разместил в Instagram'е фото этого эпизода, сопроводив его словами, которые обычно произносит аукционист: «Продаётся, продаётся, продано…» (англ. «Going, going, gone…»).
Корреспондент газеты «Коммерсантъ» Андрей Остальский, присутствовавший на аукционе, так описывал это событие: 

«Самое главное — это ответить на вопрос, уничтожено это произведение искусства или нет. Я всё видел очень подробно: как только раздался третий удар молотка, моторчик был приведен в действие каким-то дистанционным управлением. Он стал спускать полотно вниз, при этом полотно проходило через большое количество лезвий, видимо, потому что оно стало разрезаться на узкие длинные вертикальные полоски. Но дошла картина только до середины, и тут моторчик то ли заклинило, то ли так оно и было задумано, но процесс остановился. Эта история нарочно сделана как загадка — это ведь happening, искусство как действие. С другой стороны, в ходе этого действия уничтожается произведение искусства»— Андрей Остальский. «Девочка с воздушным шаром» изрезала себя
Шредер управлялся дистанционно, включил его, предположительно, один из присутствовавших в помещении. Британская газета The Daily Mail сообщила, что на аукционе был замечен человек, похожий на Робина Каннингема (один из предполагаемых реальных Бэнкси). Он снимал происходившее на мобильный телефон и сам попал в кадр на нескольких видеозаписях, снятых очевидцами. Фотография, опубликованная в аккаунте Instagram Кэролайн Ланг, председателя швейцарского отделения Sotheby's, запечатлела в зале мужчину, при котором находилось электронное устройство, скрытое внутри сумки. Кэролайн Лонг сказала, что позже она увидела, что человек был удалён из здания сотрудниками службы безопасности Sotheby's. Издание The Art Newspaper рассказывало, что после торгов возле аукционного дома видели, как неизвестный мужчина в тёмных спортивных солнцезащитных очках и шляпе препирается с охраной.
Лот был продан по телефону, ни покупатель, ни его представитель, участвовавший в торгах, не раскрывали своих имен. Представители аукционного дома заявили, что покупатель картины — «частный клиент», который «был удивлён случившимся». Аукционный дом официально заявил: «Мы не знали об этом событии и никоим образом в нём не участвовали».
На следующий день Бэнкси опубликовал в своём аккаунте в Instagram'е видео, в котором рассказал, что несколько лет назад встроил в раму шредер (как он объяснил: «На случай, если её когда-либо выставят на аукцион»). Он подписал видео цитатой, которую приписал Пабло Пикассо: «Стремление к разрушению — это тоже творческое стремление». Журналисты предполагают, что имелась в виду цитата российского анархиста Михаила Бакунина: «Радость разрушения есть творческая радость». В интервью британскому общественному Channel 4 бристольский художник вновь процитировал эту же цитату.
Считается, что после акции стоимость полотна даже увеличилась. «Его стоимость выросла не столько благодаря предмету искусства самому по себе, сколько благодаря связанному с ним концептуальному событию», — говорит британский арт-дилер Оффер Уотерман, специализирующийся на искусстве XX века. Этой же точки зрения придерживается и соучредитель MyArtBroker Джой Сиер. Он считает, что история с измельчением является теперь частью художественного произведения, и оценивает рост цены на картину как минимум на 50 %, возможно, до уровня, равного 2 миллионам фунтам стерлингов.
Картина была аккуратно порезана на полосы, и The New York Times предположила, что её можно восстановить, закрепив полосы на другом холсте. Предполагается, что цель художника — критика капиталистической природы рынка произведений искусства и заоблачных цен на произведения искусства. Бэнкси неоднократно устраивал акции, чтобы подчеркнуть доступность и дешевизну своих работ — в 2013 году он лично продавал авторские репринты в нью-йоркском Центральном парке по 60 долларов за штуку.
Вскоре после инцидента  на Sotheby's один из владельцев авторских репринтов картины попытался выставить его на торги, порезав аналогичным образом на полосы. Он оценил свой лот в 80 тысяч фунтов, хотя обычно первоначальная цена за репринты этой картины (всего их — 600 штук) в два раза ниже. Администрация сайта MyArtBroker этот лот к продаже не допустила, назвав поступок хозяина глупым, и заявив, что цена испорченного репринта упала до одного фунта.
В результате переговоров Sotheby's с покупательницей (имя женщины не было оглашено, известно только, что проживает она в Европе) картины 11 октября 2018 года было подтверждено её согласие на приобретение изрезанной шредером картины за 1 042 000 фунтов стерлингов. Работа была переименована официальным представителем Бэнкси компанией Pest control из «Девочка с воздушным шаром» в «Любовь в мусорном баке» (англ. «Love Is in the Bin»).

## Сюжет в творчестве художника
Сюжет, представленный на картине, по версии искусствоведов Sotheby’s, впервые появился в творчестве Бэнкси в виде выполненного с помощью трафарета художником граффити на стене типографии (по другой версии — магазина) на Грейт Истерн-стрит в лондонском районе Шордитч, недалеко от Ливерпуль-стрит (один из 13 центральных железнодорожных вокзалов Лондона). Это произошло в 2002 году. В своё время предложение владельцев здания вырезать граффити из стены и отправить как экспонат на аукцион, вызвало бурные эмоции. Спустя много времени находившееся к тому времени за рекламным щитом граффити «Девочка с воздушным шаром» было всё-таки вырезано из стены в феврале 2014 года по инициативе The Sincura Arts group. Граффити было представлено на выставке «Stealing Banksy?» в том же году, а затем оно было продано.
Искусствоведы Sotheby’s считали, что несколько позже, чем в Шордитче, «Девочка с воздушным шаром» была изображена в том 2002 году на мосту в районе Саут-Банк в Лондоне. В этот раз граффити было представлено в сопровождении эпиграфа «Всегда есть надежда» (англ. «There is always hope»). Искусствоведы художественной галереи и аукциона MyArtBroker, специализирующегося на продаже работ Бэнкси, утверждали, что именно это изображение на мосту в районе Саут-Банк было первым по хронологии. Мартин Булл упоминает два слаборазличимых граффити «Девочка с воздушным шаром» в районе Саут-Банк в 2009 году, когда он создавал каталог работ Бэнкси. Одно было на восточной стороне моста Ватерлоо, другое — на восточной стороне моста Блэкфрайарс. Это граффити было показано в фильме Вуди Аллена «Матч-Пойнт». Ещё одно граффити «Девочка с воздушным шаром» (N1 6TA, PS: TQ 32696 83342) упоминает Мартин Булл на Нью-Норд-Роуд (A1200) недалеко от Уимборн-Стрит (это граффити было представлено на веб-сайте Бэнкси, в книге Мартина Булла 2011 года утверждалось, что это последнее граффити Бэнкси на данный сюжет, которое сохранилось к 2011 году). Весной 2006 года воздушный шар был перекрашен неизвестным злоумышленником. Мартин Булл утверждает в своей книге, что граффити Бэнкси «Девочка с воздушным шаром» существовали в Лондоне в большом количестве, и упоминает среди таковых: на Пол-Стрит, на Питфилд-Стрит, на Провост-Стрит, в Кларкенуэлле.
Широкое распространение получили отпечатки с трафарета Бэнкси «Девочка с воздушным шаром» на бумаге, которые относятся к 2004—2005 годам. Известны 150 подписанных художником отпечатков и 600 неподписанных отпечатков. Образ получил широкое распространение в интернете, а также на открытках, кружках, сумочках… Бэнкси нарисовал миниатюрный вариант своего знаменитого трафарета на картонной подложке дешёвой рамы Ikea, который быстро получил широкую известность, так как был продан за 73 250 фунтов стерлингов на аукционе Bonhams в 2012 году.
В марте 2014 года Бэнкси переработал свой знаменитый трафарет, чтобы отметить третью годовщину гражданской войны в Сирии. Переработанное изображение использовалось для кампании по повышению информированности и поддержки жертв трёхлетнего конфликта. Кампания осуждает «годы жестокости и кровопролития, которые превратили Сирию в эпицентр тяжёлого гуманитарного кризиса». Появилась «Девочка с воздушным шаром» в платке, изображающая юную сирийскую беженку. Позже Джонатан Рис-Майерс, Эдит Боуман, Питер Габриэл и Дэвид Миллибэнд опубликовали собственные фотографии по мотивам работы Бэнкси в своих аккаунтах в Twitter и Instagram. Фотографии сирийских детей, держащих красные шары в стиле знаменитого трафарета Бэнкси, также стали вирусными в интернете. 13 марта 2014 года «Девочка с воздушным шаром» проецировалась на колонну Нельсона и Эйфелеву башню. Несколькими днями позже канадский поп-певец Джастин Бибер добавил «Девочку с воздушным шаром» Бэнкси в свою коллекцию татуировок. Он опубликовал изображение татуировки на своей учетной записи Instagram, озаглавив изображение «Не позволяйте мечтам исчезать», но позже удалил его. Татуировка всё ещё может быть видна на фотографии, опубликованной художником-татуировщиком Гленом Хартлессом, который её выполнил. По случаю всеобщих выборов 8 июня Бэнкси создал ещё одну версию сюжета. Это был экземпляр его знаменитого трафарета, но красный шар в форме сердца вместо этого был окрашен как государственный флаг Великобритании. Художник объявил на своем веб-сайте, что отправит бесплатный отпечаток своей новой работы всем, кто может доказать, что они проголосовали против партии консерваторов. Бэнкси объявил, что печать будет осуществляться на следующий день после выборов. Так как подобный поступок мог быть воспринят как нарушение закона о выборах и попытка подкупа избирателей, художник после некоторого размышления отозвал своё предложение.

## Критики и зрители о картине
Мартин Булл отмечал, что изображение «Девочка с воздушным шаром» выбирается почитателями творчества Бэнкси (особенно женщинами) как их любимый образ, его значение бесконечно обсуждается на интернет-форумах: девушка держится за воздушный шар (потерянная любовь?), или она позволяет ему улететь? Сам Булл считал, что смысл образа достаточно ясен, поскольку Бэнкси давал такой заголовок для изображения: «Когда придёт время — уходите, просто уходите спокойно и не поднимайте шум» (англ. «When the time comes to leave, just walk away quietly and don"t make any fuss»). Журналист The Sunday Times и The Independent Уилл Эллсворт-Джонс называет «Девочку с воздушным шаром» одним из самых популярных и тонких образов Бэнкси, отмечает, что двусмысленность является частью шарма картины. Сам он также считает, что девочка, наблюдая, как её сердцевидный шар взлетает, сама хочет этого, а не расстроена его потерей. 
Искусствовед Sotheby's отмечал поразительную простоту и непосредственность полотна. Он отмечал, что Бэнкси подшучивает над миром профессионального  искусства и обращается к самой широкой аудитории, предлагая современное изображение святости, яркий символ надежды. 
Картина Бэнкси «Девочка с воздушным шаром» была признана самым любимым произведением искусства в Великобритании в опросе компании Samsung, в котором приняли участие 2000 человек, что подтвердило широкую популярность этого знакового произведения. На последующих местах оказались картины Джона Констебла, Уильяма Тёрнера, Томаса Гейнсборо, Джона Эверетта Милле, скульптура Энтони Гормли «Ангел Севера», «ArcelorMittal Orbit» Аниш Капур, обложки альбомов Beatles, Pink Floyd и Sex Pistols. Опрос был проведен, чтобы отпраздновать запуск The Frame, нового Samsung TV.